# Embuscade de Bissy
L'embuscade de Bissy, menée par AQMI contre l'armée algérienne, a eu lieu en Algérie le 30 juillet 2018

## Déroulement
L'embuscade a lieu dans les montagnes de Bissy, près d'Azzaba, dans la Wilaya de Skikda,. L'armée algérienne mène alors une opération dans la région, à la suite de renseignements sur la tenue d'une réunion regroupant une vingtaine de chefs d'AQMI,. 
Le 30 juillet 2018, une section de l'armée algérienne en train de ratisser la zone tombe dans une embuscade tenue par un groupe de 15 à 20 djihadistes de la katiba al-Ghoraba,. Les soldats sautent d'abord sur des mines, avant d'essuyer les tirs des combattants embusqués.
Face aux jeunes soldats de l'ANP, les combattants djihadistes sont des vétérans, la moitié d'entre eux ayant participé à la guerre civile algérienne. Malgré leurs pertes, les militaires parviennent à riposter.

## Pertes
L'armée algérienne ne donne aucun bilan concernant les pertes de ses forces et se contente d'annoncer la mort de quatre terroristes et la capture d'un autre,. Cependant, des activistes et plusieurs médias médias indépendants et locaux annoncent que sept soldats ont été tués et douze à quinze autres blessés dans l'embuscade,,.
Hammoudi Amar, dit Mohamed Abou Darar, l'émir de la katiba al-Ghoraba, figurerait parmi les morts du côté des djihadistes.